# Гредіштя (комуна, Келераш)
Гредіштя (рум. Grădiștea) — комуна у повіті Келераш в Румунії. До складу комуни входять такі села (дані про населення за 2002 рік):
- Богата (715 осіб)
- Гредіштя (2277 осіб)
- Кунешть (965 осіб)
- Раса (1344 особи)

Комуна розташована на відстані 91 км на схід від Бухареста, 10 км на північний захід від Келераші, 113 км на захід від Констанци, 146 км на південний захід від Галаца.

## Населення
За даними перепису населення 2002 року у комуні проживала 5301 особа.
Національний склад населення комуни:
| Національність | Кількість осіб | Відсоток |
| -------------- | -------------- | -------- |
| румуни         | 5275           | 99,5%    |
| цигани         | 24             | 0,5%     |
| угорці         | 2              | < 0,1%   |

Рідною мовою назвали:
| Мова      | Кількість осіб | Відсоток |
| --------- | -------------- | -------- |
| румунська | 5292           | 99,8%    |
| циганська | 7              | 0,1%     |
| угорська  | 2              | < 0,1%   |

Склад населення комуни за віросповіданням:
| Релігія       | Кількість осіб | Відсоток |
| ------------- | -------------- | -------- |
| православні   | 5258           | 99,2%    |
| п'ятдесятники | 34             | 0,6%     |
| адвентисти    | 7              | 0,1%     |
| римо-католики | 1              | < 0,1%   |

## Зовнішні посилання
- Дані про комуну Гредіштя на сайті Ghidul Primăriilor [Архівовано 9 вересня 2012 у Wayback Machine.]